# Ерёменко, Иван Никифорович
Иван Никифорович Ерёменко (5 октября 1926 — 24 июля 2009) — работник сельского хозяйства, хлебороб-новатор, Герой Социалистического Труда.

## Биография
Родился в 1926 году.
Работал комбайнером в колхозе им. Ильича в селе Павловское, Вольнянского района Запорожской области.

## Награды
- Герой Социалистического Труда (1976).
- Награждён двумя орденами Ленина.